# Cerro Viento (estación)
La estación de Cerro Viento forma parte de la Línea 2 del Metro de Panamá, que cubre entre las estaciones de San Miguelito y Nuevo Tocumen. Fue inaugurada el mismo día de la inauguración de la Línea 2, el 25 de abril de 2019. La estación está elevada sobre la Avenida Domingo Díaz y se ubica entre las estaciones de Brisas del Golf y San Antonio.
Desde esta estación se puede acceder al Centro Comercial Metromall mediante un puente de interconexión.
Durante 2024, la estación estuvo entre las cinco más utilizadas de toda la red a través de las validaciones de tarjetas.